# Älgtjärnen, Medelpad
Älgtjärnen är en sjö i Ånge kommun i Medelpad och ingår i Ljungans huvudavrinningsområde.